# Seoba Hrvata iz Rame 1687.
Seoba Hrvata iz Rame započeta je mnogo godina prije stvarnog polaska u Cetinsku Krajinu.
Franjevci su u Ramu došli u 15 st., netom prije samog dolaska Turaka, te su tamo podigli samostan (navjerojatnije samostan sv. Petra Šćitskog, ali nema provjerenih izvora). Nažalost, taj samostan nije mazila sreća. Već 1557. godine spaljen je do temelja zajedno s crkvom, a njegova obnova trajala je sljedećih 30 godina. Neko vrijeme je bio "pošteđen" pljačkaških pohada i turskih provala, ali već 1653. godine samostan je opljačkan. Teškom mukom franjevci ga obnavljaju, ali je on opet bio žrtvom požara 1667. godine, da bi ga samo 15 godina kasnije zadesila ista sudbina.
U dovođenju Hrvata iz ramskog kraja u Sinjsku krajinu veliku je ulogu imao hrvatski zapovjednik u mletačkoj službi, serdar Stojan Mitrović. U dogovoru s mletačkim vlastima i s katoličkim biskupima iz Rame je u Sinjsku krajinu dovodio Hrvate i fratre iz ramskog kraja. Organizirao je vojne pohode u Bosnu u kojima se vojno obračunavao s osmanskim vlastima i pravoslavnim martolozima koji su terorizirali hrvatski katolički puk, koji je Mitrović u povratku s pohoda dovodio u sigurnije krajeve.
Listopada 1687., franjevci zajedno s dijelom katolika, na nagovor mletačkog providura Antuna Zena, sele u Cetinsku krajinu koja je, jednako kao i Ramsko područje, bila razorena ratom. Mletački vojnici su zapalili samostan i mnoge kuće u Rami, da se Turci time ne bi okoristili. Nakon što je oslobođen od turske represije, Sinj prima franjevce i bivše Ramljane pod svoje okrilje. Franjevci su im, kao zahvalu za to što su ih spasili, poklonili sliku Majke milosrdne, koju su donijeli iz samostana Sv. Petra iz Rame. Ta slika ostat će u Sinju do dana današnjeg poznata kao Gospa Sinjska U toj seobi iz Rame u Sinj je došao poznati svećenik fra Pavao Vučković.
Veliku selidbu spominju i ljetopisci bosanskih franjevačkih samostana u svojim kronikama. Pod godinom 1689. zabilježili su ju fra Nikola Marčinkušić odnosno fra Nikola Lašvanin(1703. – 1750.), a na latinskom jeziku zabilježili su ju fra Božo Benić (1708. – 1785., u „Ljetopisi sutješkoga samostana“) te neizravno u izvještaju o pohodu Bosanskog vikarijata i fra Marijan Bogdanović (1720. – 1772.). Učenici fra Jeronima Filipovića iz Rame, također su pisali o ovoj seobi: fra Petar Filipović (Ramljani kod Muća, 1706.- Sinj, 1769.), i sam potomak ramskih izbjeglica, napisao je „Pismasaranište iliti Pisnica od početka manastira Ramskoga u Bosni, prinešenja oni fratara u Sinj, njiova u Sinj naseljenja, i nevolja, koje podnesoše i u Bosni, i u Dalmaciji“ (1756.), kroniku sinjskog samostana dotakavša selidbe selidbe iz Rame u Cetinu. Sinjanin fra Ivan Marković (1839. – 1910,) u „Sinj i njegovo slavlje 1887“ (Zagreb, 1898.) opisao je dva stoljeća seobe i prenošenja „Gospine prilike“ iz Rame u Sinj.